# Fricktal (kanton)
Kanton Fricktal was een kanton ten tijde van de Helvetische Republiek. Het bestond uit Oostenrijkse gebieden en de tegenwoordige Aargause gebieden Rheinfelden en Laufenburg. Het kanton bestond van 1802 tot 1803.
Aan het einde van de 18e eeuw was het zuidelijke deel van Baden-Württemberg nog een Habsburgse provincie onder de naam Voor-Oostenrijk. Ook het ten zuiden van de Rijn gelegen Fricktal behoorde daartoe.
In 1799, een jaar na de stichting van de Helvetische Republiek, werd ook Fricktal door de Franse troepen bezet. Dankzij goede verbindingen met de Franse en Zwitserse bestuurders konden de bewoners van dit gebied de stichting van het kanton Fricktal doorzetten, die was vastgelegd in de Vrede van Campo Formio (1797) en van Lunéville (1798).
Laufenburg was hoofdstad tussen februari en september 1802. Wegens slecht bestuur door de stadhouder werd na acht maanden Rheinfelden de hoofdstad.
Aan het einde van de Helvetische republiek werd het kanton Fricktal samengevoegd met Aargau en kanton Baden.